# Kerem Maharal
Kerem Maharal (hebrejsky כֶּרֶם מַהֲרַ״ל‎, doslova „Maharalova vinice“, v oficiálním přepisu do angličtiny Kerem Maharal) je vesnice typu mošav v Izraeli, v Haifském distriktu, v oblastní radě Chof ha-Karmel.

## Geografie
Leží v nadmořské výšce 93 metrů na jihozápadních svazích pohoří Karmel, na jihozápadním okraji malého údolí Emek Maharal, které tvoří enklávu rovinaté zemědělské krajiny, na všech stranách obklopenou zalesněnými pahorky (na východě je to zejména hora Har Sumak), a kterým protéká severně od obce vádí Nachal Me'arot, do kterého tu od východu ústí Nachal Charuvim. Vlastní obec již leží mimo toto údolí, ve vyvýšené poloze sevřené z východu horou Giv'at Šana, ze západu Giv'at Šluchit. Jižně od vesnice vede směrem k pobřeží hlubokým údolím zvaným Bik'at Šir vádí Nachal Maharal.
Obec se nachází cca 6 kilometrů od břehů Středozemního moře, cca 67 kilometrů severoseverovýchodně od centra Tel Avivu a cca 17 kilometrů jižně od centra Haify. Kerem Maharal obývají Židé, přičemž osídlení v tomto regionu je převážně židovské. Ovšem 7 kilometrů na severovýchod od vesnice leží na hřbetu Karmelu skupina sídel obývaných arabsky mluvícími Drúzy a cca 6 kilometrů jihozápadně od mošavu stojí město Furejdis osídlené izraelskými Araby.
Kerem Maharal je na dopravní síť napojen pomocí lokální silnice číslo 7021, která sem odbočuje z dálnice číslo 4 v pobřežní nížině.

## Dějiny
Archeologický výzkum na místě Kerem Maharal prokázal kontinuitu lidského osídlení sahající do 4. století před naším letopočtem. Ve středověku zde stávala velká arabská vesnice Ijzim. Stála v ní chlapecká základní škola založená roku 1888 a dvě mešity. Roku 1931 v Ijzim žilo 2160 lidí v 442 domech. Během války za nezávislost v červenci 1948 byla vesnice během Operace Šoter ovládnuta izraelskými silami a zdejší arabské osídlení skončilo.
Současný mošav Kerem Maharal byl založen v roce 1949. Jeho zakladateli byla skupina židovských imigrantů z Československa. První osadníci sem přišli v lednu 1949, na jaře 1949 dorazily i ženy a děti. Bylo rozhodnuto zřídit zde zemědělskou vesnici. Každá rodina získala do startu jednu krávu dovezenou ze Švýcarska. V červenci 1949 obyvatelé dali vesnici jméno Kerem Maharal. Jméno odkazuje na pražského rabína rabbi Löwa (Jehuda ben Becalel) zvaného Maharal.
Zpočátku mošav procházel těžkou ekonomickou situací, která se projevovala ve zvýšeném počtu osadníků, kteří vesnici opustili. Situace se stabilizovala až počátkem 70. let 20. století.
Místní ekonomika je založena stále na zemědělství ale jen z menší části. Většina obyvatel za prací dojíždí mimo obec. V mošavu se nacházejí zbytky původního arabského osídlení včetně staré mešity a dalších staveb ze 17. století.

## Demografie
Podle údajů z roku 2014 tvořili naprostou většinu obyvatel v Kerem Maharal Židé (včetně statistické kategorie "ostatní", která zahrnuje nearabské obyvatele židovského původu ale bez formální příslušnosti k židovskému náboženství).
Jde o menší sídlo vesnického typu s dlouhodobě výrazně rostoucí populací. K 31. prosinci 2014 zde žilo 716 lidí. Během roku 2014 populace stoupla o 0,8 %.
| Rok            | 1961 | 1972 | 1983 | 1995 | 2001 | 2003 | 2004 | 2005 | 2006 | 2007 | 2008 | 2009 | 2010 | 2011 | 2012 | 2013 | 2014 |
| -------------- | ---- | ---- | ---- | ---- | ---- | ---- | ---- | ---- | ---- | ---- | ---- | ---- | ---- | ---- | ---- | ---- | ---- |
| Počet obyvatel | 288  | 189  | 244  | 352  | 359  | 405  | 425  | 499  | 566  | 613  | 647  | 535  | 542  | 634  | 683  | 710  | 716  |